# La santa piccola
La santa piccola è un film del 2021 diretto da Silvia Brunelli.
Il film, tratto dall'omonimo libro di Vincenzo Restivo pubblicato nel 2015 dalla Milena edizioni, è stato prodotto nell'ambito del progetto Biennale College Cinema (di cui ha vinto l'edizione del 2019) della Biennale di Venezia  e presentato l'8 settembre 2021 durante la 78ª Mostra internazionale d'arte cinematografica di Venezia.

## Trama
Nel popolare rione Sanità di Napoli, durante una celebrazione religiosa all'aperto, la piccola Annaluce si rende protagonista di un episodio che agli occhi di tutti appare essere un miracolo.
La bambina vive con il fratello più grande Lino e la mamma Perla, in preda ad una forma di depressione, da associarsi sicuramente alle precarie condizioni economiche della famiglia, che si regge sul lavoro di Lino, che fa consegne a domicilio col suo motorino.
Lino ha un amico fraterno, Mario, e un legame non meglio chiarito con Assia, ragazza dotata di talento e che vorrebbe provare ad emergere lasciando il rione.
Il parroco dona alla famiglia una statua della Madonna e in qualche modo incita una crescente devozione popolare nei confronti della "santa piccola" che, in breve, trasforma la casa della stessa in un luogo di pellegrinaggio.
Perla è rivitalizzata ma agli occhi di Lino sembra tutto uno sfruttamento della sorellina che, però, mostra davvero un animo disponibile e accoglie di buon cuore i fedeli che la consultano soddisfatti.
Per divertirsi con l'amico Mario e per guadagnare qualcosa, Lino si prostituisce con donne mature e con omosessuali. In queste avventure emerge prepotentemente l'attrazione sessuale di Mario per l'amico Lino, che però non ha mai minimamente intuito che questi non fosse eterosessuale come lui.
Annaluce si isola in una sorta di estasi mistica che però allontana i fedeli e preoccupa i familiari, mentre Assia, incinta dell'inconsapevole Lino, ottiene per intercessione della piccola di perdere il bambino che rischiava di frenarne i sogni.
Lino, scosso dal coming out di Mario e deciso a far tornare la sorellina alla normalità, distrugge la statua della Madonna e getta in piazza tutti gli orpelli che avevano fatto diventare la camera sua e di Annaluce una sorta di museo di ex-voto. La bambina in effetti esce dal suo stato di semincoscienza e riabbraccia il fratello, mentre il tanto denaro delle offerte, gettato in mezzo alle altre cose da Lino dalla finestra della "santa piccola" e raccolto dalla povera gente del rione, fa gridare nuovamente al miracolo.

## Distribuzione
Il film è stato acquisito e distribuito in Nord America da Wolfe Video, con il titolo "Blessed Boys". Wolfe è il più antico e il più grande produttore e distributore esclusivo di film LGBTQ+. Inoltre, il film è stato distribuito in Polonia dalla Tongariro Releasing.
Nel 2022 il film è stato rilasciato anche su Netflix, Amazon Prime Video, Sky, Apple Tv, Chili.

## Riconoscimenti
- Cinema Diverse Palm Springs Film Festival - Favorite Award 2022
- Out Film CT - Rising Star Award 2022 a Silvia Brunelli
- RIFF - Rome Independent Film Festival 2021 - Best Italian Feature Film
- FCP - Festival del Cinema di Porretta 2021 - Premio del Pubblico
- Tribeca Film Festival 2022 - Official Selection
- International Film Festival of Guadalajara, 2022  - Official Selection
- Roze Filmdagen, 2022 - Official Selection
- IFFK - International Film Festival Of Kerala, 2022 - Official Selection
- Taiwan International Queer film festival, 2022- Official Selection
- MIX COPENHAGEN Film Festival 37th International Film Festival, 2022 - Official Selection
- Cinematik Piestany, 2022 - Official Selection
- International Film Festival Tofifest,  2022 - Official Selection
- OUTShine Fort Lauderdale, 2022 - Official Selection
- Reel Affirmation, Washington D.C., 2022 - Official Selection
- ImageOut: Rochester LGBT Film Festival, 2022 - Official Selection
- Way Out West Film Festival, 2022 - Official Selection
- Out At The Movies Atlanta LGBTQ+ Film Festival, 2022- Official Selection
- Queer Lion Award 2021 - Venezia’78 - Official Selection